# Пик, Салли
Салли Пик (англ. Sally Peake; род. 8 февраля 1986, Честер) — британская валлийская легкоатлетка, специалистка по прыжкам с шестом. Выступала на профессиональном уровне в 2006—2019 годах, обладательница серебряной медали Игр Содружества, многократная победительница и призёрка первенств национального значения.

## Биография
Салли Пик родилась 8 февраля 1986 года в Честере, Великобритания. В детстве серьёзно занималась гимнастикой, но затем перешла в лёгкую атлетику. Проходила подготовку в клубе Liverpool Harriers, первое время специализировалась на тройных прыжках и прыжках в длину.
Впервые заявила о себе в сезоне 2006 года, когда превзошла всех соперниц в тройном прыжке на зимнем юниорском первенстве Уэльса в Кардиффе.
В 2007 году с отличием окончила Кардиффский университет, получив степень в области физической реабилитации.
По окончании сезона 2008 года решила выступать в прыжках с шестом и вскоре добилась в этой дисциплине определённых успехов, выиграв несколько наград на соревнованиях национального уровня.
В 2010 году вошла в состав валлийской сборной и выступила на Играх Содружества в Дели — в программе прыжков с шестом показала результат 3,95 метра, расположившись в итоговом протоколе соревнований на девятой строке.
Будучи студенткой, в 2011 году представляла Великобританию на Всемирной Универсиаде в Шэньчжэне, где стала в своей дисциплине четвёртой.
В 2012 году на турнире во Франции установила личный рекорд в прыжках с шестом в помещении — 4,42 метра. Принимала участие в чемпионате Европы в Хельсинки, с результатом 4,15 в финал не вышла.
В 2013 году помимо прочего одержала победу на чемпионате Великобритании в Бирмингеме.
В 2014 году защитила звание чемпионки Великобритании, с личным рекордом 4,40 завоевала серебряную награду на Играх Содружества в Глазго, уступив в финале только австралийке Алане Бойд.
В 2015 году выиграла зимний чемпионат Великобритании в Шеффилде, стала седьмой на командном чемпионате Европы в Чебоксарах.
В 2016 году вновь победила на зимнем чемпионате Великобритании в Шеффилде.
В 2017 году заняла шестое место на командном чемпионате Европы в Лилле.
В 2018 году с результатом 4,30 закрыла десятку сильнейших на Играх Содружества в Голд-Косте.
Завершила спортивную карьеру по окончании сезона 2019 года.
Помимо занятий спортом известна по работе реабилитологом в Футбольной ассоциации Уэльса.